# Атанас Димитри
Атанас Димитри (на гръцки: Άθανάσιος Δημητρίου) е зограф от XIX век, работил в Леринско.

## Биография
Атанас Димитри е роден в XIX век в леринското арванито-влашко село Негован, тогава в Османската империя. Работи заедно с брат си Георги и със сина на Георги Христодул (Христо). Негова е иконата „Света Богородица Одигитрия“ от 1840 година в храма „Свети Николай“ в Щърково с подпис ιά χειρ(ός) Αθανασίου Δημη(τρίου). В 1862 година Атанас и Георги изписват църквата „Рождество Богородично“ във Върбени, Леринско. Атанас Димитри изписва в 1889 година икони за „Свети Никола“ в Брайчино.